# Індустріальна олива

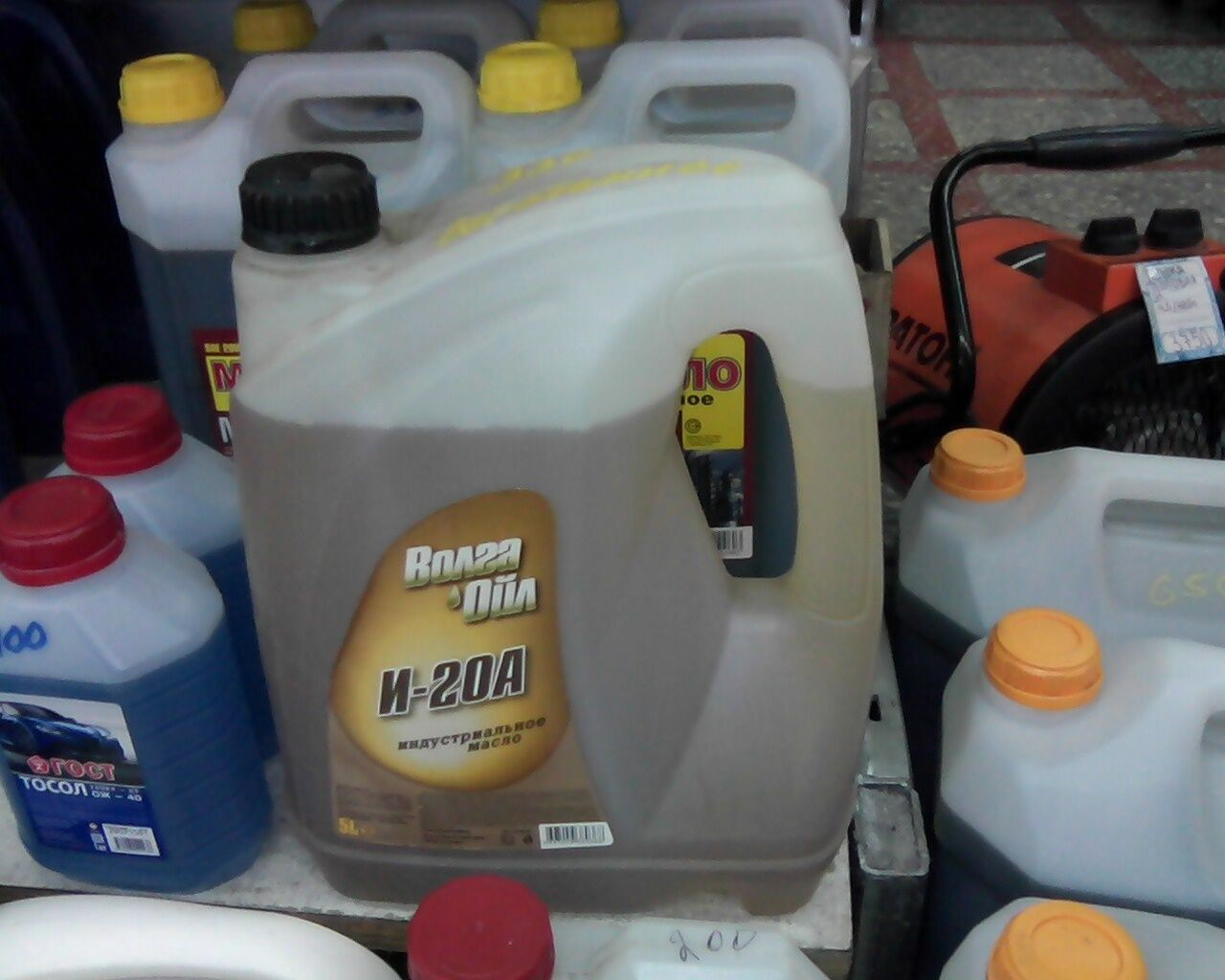
Індустріальна олива И-20А за ГОСТ 17479.4-87

Індустріа́льна оли́ва (англ. industrial oil) — мастильна олива для верстатів та механізмів промислового устаткування. До цього виду олив відносяться дистилятні мінеральні оливи малої та середньої кінематичної в'язкості, що використовуються як мастильні матеріали, переважно у вузлах тертя верстатного та енергетичного обладнання, а також як основа при створенні гідравлічних рідин, пластичних та технологічних мастил.
Індустріальні оливи з комплексом присадок (антиокиснювальною, протизносною, антикорозійною тощо) застосовуються для змащення вальниць, редукторів та гідравлічних систем промислового обладнання.

## Класифікація
В основу сучасної класифікації індустріальних олив різного призначення покладений принцип їх поділу на групи в залежності від області використання і експлуатаційних властивостей.
Міжнародною організацією зі стандартизації (ISO) розроблено низку стандартів, що стосуються класифікації індустріальних олив.
З врахуванням вимог ISO та ГОСТ 17479.0-85 — розроблено ГОСТ 17479.4-87 Масла индустриальные технические требования та ДСТУ 4129-2002 (ISO 6743/0-81).

### Класифікація за ДСТУ 4129-2002 (ISO 6743/0-81)
Класифікація за ДСТУ 4129-2002 (ISO 6743/0-81) становить 18 груп продуктів, на які поділяється клас L (індустріальних олив та споріднених продуктів мастильного призначення) залежно від області застосування.
Кожна категорія позначається набором символів (літер та цифр), розділених при запису дефісом.
- Перша буква L ідентифікує групу продукту, наступні букви, взяті окремо не мають спеціального змісту.
- За необхідності позначення категорій можуть доповнятися класом в'язкості за ISO 3448:1992.

Класифікація за групами мастильних матеріалів, індустріальних олив та споріднених продуктів:
- A — відкриті системи мащення;
- B — мащення ливарних форм;
- C — зубчасті передачі;
- D — компресори (холодильні машини і вакуумні насоси);
- E — двигуни внутрішнього згорання;
- F — Шпинделі, підшипники і спряжені з ними з'єднання;
- G — спрямувачі ковзання;
- H — гідравлічні системи;
- M — механічна обробка металів;
- N — електроізоляція;
- P — пневматичні інструменти;
- Q — системи терморегулювання;
- R — тимчасовий захист від корозії;
- T — турбіни;
- U — термічна обробка;
- X — галузі, що потребують застосування пластичних мастил;
- Y — інші області застосування;
- Z — циліндри парових машин.

У даній системі класифікації продукти позначають єдиним способом. Таким чином окремий продукт може позначатись:
ISO-L-AN-32 або у скороченому виді L-AN-32 (число вказує на клас в'язкості за ISO 3448:1992).

### Класифікація і позначення за ГОСТ 17479.4-87
Маркування індустріальних олив за ГОСТ 17479.4-87 розроблене на базі стандарту ISO 6743/0-81 і містить групу знаків, розділених дефісом:
- Перший символ (велика літера «И») — спільний для усіх марок незалежно від складу, властивостей та призначення оливи.
- Другий символ (велика літера) — приналежність до групи за призначенням:
  - Л — легко навантажені вузли (шпинделі, підшипники та спряжені з ними з'єднання);
  - Г — гідравлічні системи;
  - Н — спрямовувачі ковзання;
  - Т — важко навантажені вузли (зубчасті передачі).
- Третій символ (велика літера) — приналежність до підгрупи за експлуатаційними властивостями:
  - А — нафтові оливи без присадок, їх ще можуть називати веретенними оливами;
  - В — нафтові оливи з антиокиснювальними та антикорозійними присадками;
  - С — нафтові оливи з антиокиснювальними, антикорозійними та протизносними присадками;
  - Д — нафтові оливи з антиокиснювальними, антикорозійними, протизносними та протизадирними присадками;
  - Е — нафтові оливи з антиокиснювальними, адгезійними, протизносними, протизадирними та протистрибковими присадками.
- четвертий знак (цифра) — приналежність до класу в'язкості. Ряд значень класів в'язкості: 2, 3, 5, 7, 10, 15, 22, 32, 46, 68, 100, 150, 220, 320, 260, 680, 1000, 1500, які приблизно відповідають значенню кінематичної в'язкості оливи при температурі 40 °C вираженому у мм²/с (сСт) і повністю ідентичні ряду класів в'язкості за ISO 3448:1992.

Приклад: И-ГН-Е-68, де И — індустріальна олива, ГН — олива призначена для гідравлічної системи і спрямовувачів ковзання, Е — олива з антиокиснювальними, адгезійними, протизносними, протизадирними і протистрибковими присадками для машин та механізмів промислового обладнання з підвищеними вимогами до умов роботи, 68 — клас в'язкості.